# Антиабортное насилие
Антиабортное насилие — насилие, которое совершается в отношении отдельных лиц и организаций, занимающихся проведением абортов и консультаций на эту тему. Случаи насилия включают в себя уничтожение собственности, в том числе вандализм, преступления против людей, включая похищения, сталкинг, вооружённые нападения, убийства и попытки убийства, а также преступления, направленные как против людей, так и против имущества: поджоги и теракты с использованием взрывчатых веществ.
Антиабортные экстремисты классифицируются Министерством юстиции США как представляющие угрозу в рамках внутреннего терроризма. Наибольшее число задокументированных инцидентов, связанных с антиабортным терроризмом, произошли на территории США, однако подобное происходило также в Австралии, Канаде и Новой Зеландии. Дж. Дэвидсон Смит, представляющий Канадскую службу разведки и безопасности, определяет антиабортное насилие как проявление узкопрофильного терроризма (форма терроризма, которая фокусируется на каком-то конкретном вопросе, не ставя перед собой целей спровоцировать масштабные религиозные, политические или какие-либо социальные изменения). В исследовании антиабортного насилия в период с 1982 по 1987 год его случаи определялись как «ограниченно политический» или «субреволюционный» терроризм.

## Предыстория
Антиабортное насилие направлено конкретно против людей или тех мест (клиник), которые предоставляют услуги абортов. Оно классифицируется как «узкопрофильный терроризм». К нему относятся случаи вандализма в отношении клиник, предоставляющих услугу аборта, случаи поджогов данных заведений и подкладывания бомб; примером может послужить деятельность Эрика Рудольфа (1996—1998), а также убийства и покушения на убийства врачей и работников клиник, как в случае с Джеймсом Коппом (1998), Полом Дженнингсом Хиллом (1994), Скоттом Рёдером (2009), Михаэлем Ф. Гриффином (1993) и Питером Джеймсом Найтом (2001).
Те, кто занимается организацией подобных акций или же просто поддерживает сами акции, отстаивают использование в данном случае грубой силы тем, что это является «оправданным убийством» или же защитой другого человека, к которой приравнивается защита жизни утробного плода. Дэвид К. Ниц из Университета Джорджии описывает и классифицирует подобную поддержку антиабортного насилия как орудие борьбы против прав женщин, поскольку это связано с одобрением насилия в отношении женщин. Многочисленные организации также рассматривают антиабортный экстремизм как форму христианского терроризма.
С 1990 года в США произошло как минимум 11 убийств, связанных с этой темой, а с 1977 года были зафиксированы 173 поджога клиник и 41 теракт с использованием взрывчатых веществ. Как минимум одно убийство случилось в Австралии, а в Канаде было предпринято семь покушений на убийство. На 2008 год в Соединённых Штатах было 1793 клиники, предоставляющие услуги аборта, в Канаде, по данным на 2001 год, таковых было 197.
Национальная федерация абортов сообщила о том, что в период с 1995 по 2014 годы ежегодно проводилось от 1356 до 13415 пикетов рядом со зданиями клиник, предоставляющих услугу аборта. В 1994 году был принят Федеральный акт, защищающий право на доступ к услугам клиник, который должен был защитить учреждения, предоставляющие услуги, связанные с репродуктивным здоровьем, а также их работников и их пациентов от угроз, нападений, вандализма и т. д. Закон (18.U.S.C. sec. 248) предоставляет аналогичный уровень защиты на правовом уровне всем клиникам, занимающимся беременностью, в том числе антиабортным консультационным центрам; он также применим в отношении угроз, направленных против церквей и других мест поклонения. Власти на уровне штатов, провинций, а также местные власти в США и Канаде также приняли подобные законопроекты, направленные на то, чтобы обеспечить защиту права на аборт в юридическом поле.

## По странам

### Австралия
- 16 июля 2001 года. Питер Джеймс Найт атаковал клинику в Мельбурне (Австралия); он застрелил местного охранника Стивена Роджерса. Найт принёс в клинику верёвки и кляпы, а также 16 литров керосина, желая сжечь всех работников клиники (15 человек) и пациентов (26 человек) заживо[13][14]. В итоге Найт предстал перед судом и 19 ноября 2002 года получил пожизненный срок[15].
- 6 января 2009 года. На клинику в Мосман Парке в Западной Австралии было предпринято нападение при помощи коктейлей Молотова. Ущерб был минимальным — в итоге всё ограничилось разбитыми окнами и обгоревшими стенами. Полицейские предполагают, что надпись «убийцы детей», оставленная на стене здания, имеет отношение к нападению, однако данная клиника на самом деле вообще не проводила аборты[16][17].

### Канада

#### Покушения на убийство
Случаи насилия были и в Канаде, где по состоянию на 2011 год как минимум трое врачей подверглись нападению. В рамках серии нападений, проводимых по одному и тому же сценарию, мишенями становились врачи, проводящие аборты, в Канаде и северной части штата Нью-Йорк (Upstate New York), включая убийство из огнестрельного оружия Барнетта Слепиана. Во всех жертв стреляли либо в сумерках, либо утром, в конце октября или в начале ноября; сами жертвы при этом находились у себя дома. Это продолжалось на протяжении нескольких лет. Некоторые связывают выбранное для нападений время с празднованием Дня памяти павших в Канаде.
Для расследования этих нападений в декабре 1997 года (спустя три года после первого нападения) была сформирована специальная рабочая группа, представляющая канадское ФБР. Официальный представитель полиции в Хамильтон-Уэнтфорте пожаловался, что канадское правительство плохо финансирует расследование. Он рассказал, что в июле запросил дополнительные средства, чтобы увеличить бюджет до 250 тысяч долларов. Федеральные власти отклонили запрос 15 октября, а спустя неделю был убит Слепиан.
В 2001 году гражданину и резиденту США Джеймсу Клоппу предъявили обвинения в убийстве Слепиана и в покушении на убийство Шорта; некоторые высказывали мнение, что он несёт ответственность и за другие нападения с использованием огнестрельного оружия.
- 8 ноября 1994 года: В 1994 году снайпер выпустил две пули в Гарсона Ромалиса[англ.], гинеколога из Ванкувера (Британская Колумбия), который в это время завтракал у себя дома. Одна из пуль попала попала ему в бедро, повредив некоторые мышцы и бедренную артерию. Ромалису удалось спасти свою жизнь, так как он наложил себе жгут, сделанный из пояса от собственного банного халата. После этого случая Ромалис стал больше выступать на тему абортов, рассказывая о вреде, какой причиняют женщинам нелегальные аборты и вспоминая о тысячах случаев, когда пациентки обращались в клинику, где он работает, после заражения матки во время некачественного аборта[англ.][18][21].
- 10 ноября 1995 года: стреляли в Хью Шорта из Анкастера, Онтарио. Пуля снайпера попала ему в локоть, положив конец его карьере хирурга. Шорт не был известным человеком. Мало кто знал, что он производит аборты в принципе[18].
- 11 ноября 1997 года: стреляли в Джека Файнманна, врача из Виннипега, Манитоба. Нападавший стрелял через заднее окно дома Файнманна на берегу реки в Виннипеге, это произошло около 9 часов вечера. Пуля попала ему в правое плечо, в нескольких дюймах от сердца. Полиция не комментировала, продолжил ли Файманн делать аборты, а сам он отказался от комментариев[18].
- 11 июля 2000 года: неустановленный нападавший набросился с ножом на уже упоминавшегося выше Гарсона Ромалиса; нападение произошло в приёмной его клиники[22].

#### Теракты с использованием взрывчатых веществ и причинением вреда имуществу
- 25 февраля 1990 года: двое людей ворвались с ломами в клинику в Ванкувере и уничтожили медицинское оборудование общей стоимостью в 30 000 долларов[23].
- 18 мая 1992 года: поджог в клинике города Торонто на улице Харбор, где оперировал Генри Моргенталер[англ.]. Передняя стена здания обрушилась из-за пожара[24]. Нападение было организовано двумя людьми ночью (они попали на запись камер наблюдения), которые при помощи бензина и пиротехнических средств устроили взрыв[25]. На следующий день руководство клиники объявило о том, что данное нападение ни к чему не привело, так как запланированные аборты были проведены в других местах. В результате этой атаки также получил повреждения находящийся рядом книжный магазин Toronto Women’s Bookstore. Из людей никто не пострадал, хотя здание клиники и пришлось в итоге полностью снести. По итогам этих событий власти Онтарио приняли решение выделить 420 тысяч долларов на улучшение системы безопасности клиник, где проводятся аборты. В то время в Онтарио имелось четырёх такие клиники, все они располагались в Торонто. Правительство захотело собрать информацию о деятельности тех, кто выступал против абортов, однако в то время правоохранительные органы Канады не собирали статистику, учитывающую случаи преследования и насилия в отношении врачей, проводящих аборты, их клиник и их пациенток[25]. Спустя 6 месяцев после нападения полиция города Торонто так и не добилась какого-либо прогресса в поиске нападавших — все подозрения в итоге заводили в тупик.

### Новая Зеландия
- Конец 1990-х годов: Грэм Вайт совершил подкоп под клинику, проводящую аборты, и складировал там зажигательные снаряды[26][27][28][29].
- 1976 год: поджог центра оказания медицинской помощи в Окленде, который привёл к нанесению ущерба на общую сумму в 100 тысяч долларов. Тем же вечером было совершено нападение на офис организации Sisters Overseas Service[англ.] (организация, которая в 1970-х и в 1980-х годах помогала новозеландским женщинам добраться до Австралии, чтобы сделать аборт: в то время в Новой Зеландии действовал законодательный запрет на проведение абортов) в Окленде[30].

### США

#### Убийства
В Соединённых Штатах в результате насилия, направленного против тех, кто связан с оказанием такой услуги, как аборт, погибло как минимум 11 человек, включая четырёх врачей, двух работников клиники, охранника, офицера полиции, двух волонтёров, оказывающих помощь пациенткам и работникам, а также двух людей, чья роль не была установлена. 7 убийств произошло в 90-е годы прошлого века.
- 10 марта 1993 года: во время протестов был застрелен гинеколог Дэвид Ганн[англ.] в Пенсаколе, Пенсильвания. В отношении него летом 1992 года распространялись плакаты, сделанные по типу тех, где присутствует фотография преступника и надпись «Разыскивается» — это делала организация Operation Rescue[англ.]. В убийстве Ганна был признан виновным Майкил Ф. Гриффин, которого приговорили в итоге к пожизненному заключению[34].
- 29 июля 1994 года: Джон Бриттон[англ.], врач, а также Джеймс Баррет, волонтёр, были застрелены рядом с другой клиникой — Женским центром в Пенсаколе. Обвинения в совершении убийства были предъявлены Полу Дженнингсу Хиллу. В итоге его приговорили к смертной казни, которая и состоялась 3 сентября 2003 года. Данное лечебное учреждение ещё в 1984 году подвергалось нападению с использованием бомбы и вновь подверглось такому же нападению в 2012 году[35].
- 30 декабря 1994 года: двое администраторов, Шаннон Лоуни и Лии Энн Николс, погибли в результате двух нападения на клиники в Бруклайне, Массачусетс. Джон Салви[англ.] был арестован и в итоге признался в совершении данных преступлений. Он скончался в тюрьме, охрана нашла его труп под кроватью с пластиковым пакетом на голове. Салви также признался в нападении, совершённом в Норфолке, Виргиния, которое, правда, не привело ни к каким жертвам[35].
- 29 января 1998 года: Роберт Сандерсон, отставной офицер полиции, работавший охранником в клинике, где проводятся аборты, в Бирмингеме, Алабама, был убит в результате нападения на его рабочее место с использованием бомбы. Эрик Рудольф взял на себя ответственность за этот случай, также ему были предъявлены обвинения в трёх терактах в Атланте: 1) нападении на клинику, где делаются аборты, в 1997 году; 2) теракте в 1996 году в Олимпийском парке Centennial (см. Centennial Olympic Park bombing[англ.]); 3) нападении на ночной клуб лесбиянок. Он был признан виновным во всех вышеописанных преступлениях и в итоге получил два пожизненных срока[36].
- 23 октября 1998 года: Барнетт Слепиан был застрелен из огнестрельного оружия большой мощности в своём доме в Амхёрсте, Нью-Йорк. Это было последним нападением в серии одинаковых по своему характеру нападений на тех, кто занимается абортами, в Канаде и северной части штата Нью-Йорка; все их, вероятнее всего, совершил Джеймс Копп[англ.]. Копп был признании виновным в убийстве Слепиана после того, как его задержали во Франции в 2001 году[37].
- 31 мая 2009 года: Джордж Тиллер был застрелен Скоттом Рёдером, в то время как сам Тиллер был служащим при церкви в Уичито, Канзас[38]. Это был не первый случай, когда Тиллер становился объектом антиабортного насилия. Ранее, в 1993 году, некая Шелли Шеннон уже стреляла в него и была после этого была приговорена к десяти годам тюремного заключения.
- 29 ноября 2015 года: стрельба в Колорадо-Спрингс, Колорадо, в результате которой трое людей оказались убиты, а ещё несколько получили ранения. Подозреваемый в совершении преступления Роберт Л. Диэ был задержан[39][40][41]. Ранее он уже совершал противоправные действия в отношении клиник, а на слушании дела назвал себя «борцом за права малышей»[42][43]. Соседи и бывшие соседи подсудимого охарактеризовали его как ведущего образ жизни затворника[40], а полиция несколько штатов, где проживал ранее подозреваемый, предоставили историю его арестов начиная как минимум с 1997 года[41]. В декабре 2015 года суд над подозреваемым продолжался[42], однако 11 мая 2016 года судебная коллегия объявила, что подозреваемый не подлежит суду в связи с его психическим состоянием, проверка которого к тому времени была завершена[44].

#### Покушения на убийство, вооружённые нападения и похищения
Согласно статистике, собранной Национальной федерацией абортов (НФА) — объединением тех, кто проводит аборты, с 1977 года в США и Канаде было зафиксировано 17 покушений на убийство, 383 случая смертельный угрозы, 153 случая вооружённого нападения / физического насилия, 13 случаев, в результате которых люди получили ранения, 100 атак с использованием зловонных бомб с масляной кислотой, 655 случаев рассылки писем с якобы содержащимися в них микроорганизмами сибирской язвы, 373 три случая физического вторжения (нарушение прав владения), 41 теракт с применением взрывчатых веществ и три похищения в отношении тех, кто занимается абортами. Между 1977 и 1990 годами было получено 77 смертельных угроз, а ещё 250 угроз поступило в период с 1991 по 1999 годы. С учётом попыток покушений на убийство в США: в 1985 году 45 % клиник сообщили о угрозах убийства, данный процент сократился до 15 в 2000 году. В том же 2000 году 20 % клиник заявили о том, что сталкивались с какой-либо формой экстремизма.
- Август 1982 года: трое человек, назвавшихся Армией Господа, похитили Гектора Зеваллоса (доктора и владельца клиники) и его жену Розалии Джин; они держали их в плену на протяжении восьми дней[49].
- 15 июня 1984 года: спустя месяц после уничтожения вакуумного оборудования в клинике Бирмингема Эдвард Маркли, бенедиктинский священнослужитель, который был координатором, отвечающим за пролайферскую деятельность в епархии Бирмингема[50][51], ворвался в медицинский женский центр (возможно, с ним был сообщник) в Хантсвилле, Алабама. Он совершил нападение как минимум на трёх работников клиники. Катрин Вуд, одна из работниц, получила ранения спины и перелом шейных позвонков, когда попыталась помешать Маркли залить оборудование клиники красной краской. Маркли был признан виновным в умышленном причинении вреда первой степени во время нападения в Хантсвилле, виновным по одному пункту вооружённого нападения третьей степени и по одному пункту харассмента[52].
- 19 августа 1993 года: Джордж Тиллер был застрелен рядом с клиникой в Уичито, Канзас. Шелли Шэннон[англ.] была признана виновной в преступлении и получила 11 лет тюрьмы (чуть позже ей добавили ещё 20 лет за поджоги и нападения на клиники с использованием кислоты).
- 29 июля 1994 года: Во время вышеупомянутого нападения была застрелена Джун Баррет. Также данное нападение унесло жизни Джеймса Баррета, её мужа и Джона Бриттона.
- 30 декабря 1994 года: В результате стрельбы, которая привела к смерти Шэннон Лоун и Ли Энн Николс ранения получили ещё пять человек.
- 18 декабря 1996 года: Кэлвин Джексон, врач из Нового Орлеана, Луизиана, получил 15 ударов ножом, потеряв 4 пинты крови (это около двух литров в пересчёте на нашу систему). Дональд Купер был признан виновным в попытке на покушение второй степени и приговорён к 20 годам за решёткой.
- 28 октября 1997 года: Дэвид Ганделл, врач из Рочестера, Нью-Йорк, получил серьёзные ранения, когда в него попала пуля снайпера, стрелявшего в окно его дома[53].
- 29 января 1998 года: Медсестра Эмили Лайонс[англ.] получила серьёзные ранения и лишилась глаза в результате взрыва, от которого также погиб отставной офицер полиции Роберт Сандерсон.

#### Поджоги, теракты с использованием взрывчатых веществ и преступления против имущества
Согласно НФА, с 1977 года в США были совершены следующие преступления против собственности в отношении тех, кто занимается проведением абортов, и их рабочих мест: 41 теракт с использованием взрывчатых веществ, 173 поджога, 91 попытка поджога или организации взрыва, 619 угроз с использованием взрывчатых веществ, 1630 случаев нарушения права владения, 1264 случая вандализма, а также 100 случаев нападения с использованием зловонных бомб с масляной кислотой. New York Times также упоминает более сотни случаев организации терактов и поджогов, более трёхсот случаев вторжения и более четырёх сотен случаев вандализма в период с 1978 по 1993 годы. Первый поджог состоялся в марте 1976 года в Орегоне, а первый теракт с использованием бомбы — в феврале 1978 года в Огайо. Ниже дан список конкретных случаев.
- 26 мая 1983 года: Джозеф Грэйс совершил поджог клиник «Хиллкрест» в Норфолке, Виргиния. Он был найден спящим в своём фургоне в нескольких кварталах от места преступления офицером полиции, который почувствовал запах керосина[56].
- 12 мая 1984 года: двое людей ворвались в клинику в Бирмингеме, Алабама, в выходные, посвящённые празднованию Дня матери. Это произошло вскоре после того, как женщина, не имевшая спутников, открыла двери клиники в районе 7:25 утра. Ворвавшись в клинику, преступники стали угрожать женщине физической расправой в случае, если она попытается помешать; при этом они с помощью кувалды нанесли вакуумному оборудованию ущерб примерно в 7500-8500 тысяч долларов. Человека, нанёсшего ущерб, удалось определить: это был Эдвард Маркли. Маркли является бенедиктинским священнослужителем, а также координатором пролайф-деятельности бирмингемской епархии. Маркли был признан виновным в злоумышленном причинении вреда первой степени и в ограблении второй степени. Личность его сообщника так и не удалось установить. В следующем месяце (незадолго до Дня отца) Маркли ворвался в центр женского здоровья в Хантсвилле, Алабама (см. выше)[51].
- 25 декабря 1984 года: в результате взрыва, устроенного четверыми молодыми людьми (Мэтт Голдсби, Джимми Симмонс, Кэт Симмонс, Кай Виггинс), пострадало помещение клиники, где проводятся аборты, а также два офиса врачей в Пенсаколе, Флорида. Молодые люди впоследствии назвали эти взрывы «подарком Иисусу на его день рождения»[57][58][59]. Клиника — женский центр в дальнейшем ещё раз подвергнется нападению с использованием бомбы в 2012 году, а в 1994 году здесь убьют Джона Бриттона и Джеймса Барретта.
- 26 марта 1986 года: шестеро активистов, выступающих против абортов, включая Джона Берта[англ.] и Джоан Эндрюс, были арестованы, после того как они вломились в клинику в Пенсаколе, Флорида, причинив ущерб собственности и ранив двух женщин (менеджера клиники и члена местного филиала Национальной женской ассоциации)[60][61]. Бурт был признан виновным в насильственном вторжении в здание с постоянным присутствием обслуживающего персонала, нападении, нанесении побоев, а также сопротивлении во время ареста без применения насилия, в итоге его приговорили к 141 дням тюремного заключения, которые он уже отбыл на тот момент, также ему дали четыре года условного срока[61]; его 18-летняя дочь Сара Бурт, которая также принимала во всём этом участие, была приговорена к 15 дням за решёткой (включая те два дня, которые она уже отбыла) и трём годам условного срока. Эндрюс отказалась пообещать, что в дальнейшем она больше не будет предпринимать подобные действия. Её признали виновной в злоумышленном причинении вреда, насильственном вторжении, а также в сопротивлении аресту без причинения насилия. Она была приговорена к пятилетнему сроку, большую часть которого отбыла в одиночном заключении, отказавшись даже от матраса и любой медицинской помощи[62].
- 27 июля 1987 года: восемь членов Миссионерского братства Библии, фундаменталистской церкви в Санти, Калифорния, попытались устроить взрыв в медицинского центре «Альварадо», где в том числе проводились аборты. Член церкви Шерил Саллинджер[англ.] подготовила порох, материалы для изготовления бомбы, а также маскировку для её соучастника Эрика Эверетта Свелмоу, который в итоге сделал бензиновую бомбу. Она была помещена в здание, однако взрыв не состоялся из-за того, что фитиль погас под влиянием порывов ветра[63].
- 3 июля 1989 года: в женском медицинском центре в Конкорде (Нью-Гэмпшир) был устроен поджог. Это был как раз тот день, когда Верховный суд США поддержал закон в Миссури, предусматривающий прекращение финансирования общественных учреждений, предоставляющих такую услугу, как аборт. Клинику подожгли вновь в 2000 году[64].
- 29 марта 1993 года: Произведён поджог клиники Blue Mountain в Мизуле, штат Монтана; это произошло около часа ночи. Поджигатель пробрался в здание и кинул зажигательную бомбу. В итоге преступника, которым оказался житель Вашингтона, поймали, привлекли к уголовной ответственности и отправили за решётку. Здание клиники почти полностью сгорело, однако истории болезни пациентов, несмотря на полученный ущерб, сохранились, так как их хранили в железных шкафах[64][65][66][67].
- Январь 1997 года: Эрик Рудольф признался в рамках сделки со следствием по делу о поджоге Олимпийского парка Centennial в Атланте во время Олимпийских игр 1996 года; тогда он заложил две бомбы, которые взорвались в клинике Northside Family Planning Service в пригороде Атланты Сэнди-Спрингс[36].
- 21 мая 1998 года: трое людей получили ранения, когда входов пяти клиник, где проводятся аборты, в Майами, Флорида, были совершены нападения с использованием кислоты[68].
- Октябрь 1999 года: Мартин Апхофф поджёг клинику Planned Parenthodd в Су-Фолсе, Южная Дакота, что привело к нанесению минимального ущерба. В дальнейшем его приговорили к 60 месяцам тюремного заключения[69].
- 28 мая 2000 года: поджог клиники в Конкорде (Нью-Гэмпшир), нанёсший ущерб в несколько тысяч долларов. Дело так и не было раскрыто[70][71][72]. Это был уже второй поджог данной клиники[64].
- 30 сентября 2000 года: Джон Эрл, католический священник, намеренно въехал в здание Northern Illinois Health Clinic после того, как узнал, что FDA (Food and Drug Administration — Управление по санитарному контролю качества пищевых продуктов и медикаментов) одобрило использование препарата RU-486 (мифепристона). Он успел вытащить топор, перед тем как его остановил владелец клиники, который сделал в воздух два предварительных выстрела[73].
- 11 июня 2001 года: нераскрытое дело о поджоге клиники в Такоме, Вашингтон, в результате которого была полностью уничтожена стена здания; размер ущерба оценён в 6 000 долларов[74].
- 4 июля 2005 года: планировался поджог клиники в Уэст-Палм-Бич, Флорида[75][76].
- 12 декабря 2005 года: Патрисия Хьюз и Джереми Дунахоу кинули коктейль Молотова в клинику в Шривепорте, Луизиана. Им не удалось попасть, поэтому никакого вреда клинике причинено не было. В августе 2006 года Хьюз была приговорена к шести годам, а Дунахоу — к одному году. Хьюз заявила, что данный коктейль был «памятным светильником» — напоминанием об аборте, который она здесь когда-то сделала[77].
- 11 сентября 2006 года: Дэвид Макманеми из Рочестер-Хилса (Мичиган) намеренно въехал в здание женской клиники Эджертон в Давенпорте, Айова. Затем он разлил бензин в приёмной и поджёг его. Макманеми совершил всё это, полагая, что в данном центре проводятся аборты. Однако эта клиника подобных услуг не предоставляла[78]. Журнал Time добавил этот случай в топ-10 самых нелепых террористических актов[79].
- 25 апреля 2007 года: в женской клинике в Остине, Техас был оставлен свёрток, содержащий взрывчатое устройство, способное нанести серьёзный ущерб. Бомба сдетонировала уже после того, как все оказались эвакуированы. Пол Росс Эванс (который ранее уже был судим за вооружённое ограбление и кражу) был признан виновным в этом преступлении[80].
- 9 мая 2007 года: Человек, чья личность так и не была установлена, поджёг клинику семейного планирования в Верджиния-Бич, Виргиния[81].
- 6 декабря 2000 года: Чэд Альтман и Серджио Бака были арестованы за поджог клиники Curtis Boyds в Альбукерке. Подружка Баки должна была сделать аборт в данной клинике[82][83].
- 22 января 2009 года: Мэтью Л. Деросиа (32 года), который, предположительно, проходил ранее лечение от ментальных заболеваний, въехал на своём внедорожнике в центральный вход клиники планируемого родительства в Сэйнт-Пол в Миннесоте[84], нанеся ущерб в размере от 2500 до 5000 долларов[85]. Деросиа, который заявил полицейским, что Иисус сказал ему «остановить убийц», был признан достаточно вменяемым, чтобы предстать перед судом. В марте 2009 года его признали виновным по одному пункту уголовно наказуемого ущерба в отношении собственности[85].
- 1 января 2012 года: Бобби Джо Роджерс, 41 год, совершил нападение на клинику американского центра планирования семьи в Пенсаколе, Флорида, с использованием коктейля Молотова, в результате чего здание охватил пожар. Роджерс сказал следователям, что мотивацией для совершения данного преступления послужило его неприятие абортов, а конкретно в тот момент его подтолкнуло к действию то, что он увидел, как пациентка заходит в клинику во время одной частых акций протеста против абортов. Ранее в 1984 году клиника уже подвергалась нападению, а в 1994 году здесь убили Джона Бритонна и Джеймса Барретта[86].
- 1 апреля 2012 года: в Гранд Чуте, Висконсин, в клинике планируемого родительства произошёл взрыв бомб, приведший к пожару, который нанёс минимальный ущерб[87].
- 11 апреля 2013 года: 27-летний Дэвил Кьюрелл нанёс огромный ущерб клинике планируемого родительства в Блумингтоне, Индиана, совершив акт вандализма при помощи топора[88][89]. Судом штата Кьюрелл был признан виновным в многочисленных случаях насильственного вторжения и признал себя себя виновным в однократном нарушении Федерального акта, защищающего право на доступ к услугам клиник. По делу федеральной юрисдикции он был приговорён к возмещению ущерба и трём годам условного срока[90].
- 4 сентября 2015 года: в Пулмене, Вашингтон, был совершён намеренный поджог Клиники планируемого родительства. Никто в итоге не пострадал, однако в дело оказалось вовлечено ФБР, так как это было связано с историей внутреннего терроризма в отношении клиники[91]. Преступление так и не было раскрыто. Клиника возобновила свою работу спустя шесть месяцев после этого происшествия[92].
- 22 октября 2015 года: клиника планируемого родительства в Клэрмонте, Нью-Хэмпшир, стала местом для акта вандализма со стороны несовершеннолетнего нарушителя. В результате нападения пострадала мебель, компьютеры, медицинское оборудование, стены и окна, сантехника и т. д. В результате порчи водопровода были затоплены соседние помещения[93][94].
- 24-25 февраля 2016 года: 21-летний Трэвис Рейнолдс совершил акт вандализма в отношении клиники, где проводились аборты, в районе Балтимора. Он нарисовал на здании антиабортное граффити[95][96]. После ареста Рейнольдс признался полиции, что совершил эти действия в надежде, что это остановит женщин от обращения в данную клинику[96]. В федеральном суде в октябре 2016 года Рейнольдс признал себя виновным в нарушении Федерального акта, защищающего право доступа к услугам клиник[96].
- 7 марта 2016 года: 71-летняя Рэйчел Энн Джексон совершила акт вандализма в отношении клиники планируемого родительства в Колумбусе, Огайо, оставив послание «SATAN DEN OF BABY KILLERS». Она призналась в многочисленных случаях незаконного вторжения и вандализма и в одном случае нарушения прав чужого владения с отягчающими обстоятельствами[97][98]. Джексон приговорили к условному сроку, судья посчитал её серьёзные проблемы с психикой смягчающим обстоятельством[98].
- 23 января 2021 года: человек, чья личность не была установлена, выстрелила из дробовика в центр планируемого родительства в Теннесси, никто не пострадал. В новостях сообщается, что нападение произошло в годовщину решения Роу против Уйэда (историческое решение Верховного суда США о законности абортов), а также во время, когда губернатор Теннесси Билл Ли был вовлечён в ожесточённые онлайн-дебаты об абортах и системе здравоохранения[99].

#### Угрозы заражения сибирской язвой
Первые ложные письма с угрозами содержания в них спор сибирской язвы были отправлены в клиники США в октябре 1998 года, всего через несколько дней после убийства Барнетта Слэпиана, о котором говорилось выше; с тех пор было зафиксировано более 655 подобных угроз биотерроризма в отношении лиц, практикующих проведение абортов. Ни одна из угроз не оказалась реальной.
В ноябре 2001 года после настоящих биотеррористических атак сибирской язвой некий Клейтон Вагнер (осуждённый грабитель банков и террорист) разослал письма с угрозами и белым порошком в 554 клиники. 3 декабря 2003 года Вагнер был осуждён по 51 обвинению, в том числе и по обвинению в распространении спор сибирской язвы.

## Особые случаи

### Армия Бога
Совместная база данных Министерства юстиции США и Министерства внутренней безопасности определяет Армию Бога как подпольную террористическую организацию, действующую в Соединённых Штатах Америки. Созданная в 1982 году, она несёт ответственность за значительное количество совершённых актов антиабортного насилия, таких как имущественные преступления, похищения, убийства и покушения на убийство. Разделяя общую идеологию и тактику ведения борьбы, члены террористической организации утверждают, что редко общаются во избежание утечки информации за пределы организации.
В августе 1982 года трое мужчин, называющих себя Армией Бога, похитили Гектора Севальоса (врача и владельца клиники), его жену Розали Джин и удерживали их в течение восьми дней, а затем отпустили невредимыми. В 1993 году член Армии Бога Шелли Шеннон призналась в попытке убийства Джорджа Тиллера. На заднем дворе Шелли Шеннон сотрудники правоохранительных органов обнаружили учебное пособие Армии Бога, по факту являющееся тактическим руководством по совершению поджогов, химическим атакам, вторжениям и подрывам.
Пол Дженнингс Хилл был признан виновным в убийстве Джона Бриттона и сопровождавшего его Джеймса Барретта.
Армия Бога опубликовала «Заявление об оборонительных действиях», подписанное более чем двумя десятками сторонников Хилла, в котором они заявили, что «если существует законная сила для защиты жизни рождённого ребёнка, то она же законна и для защиты жизни нерождённого ребёнка <…> если Пол Хилл действительно убил или ранил абортиста Джона Бриттона, его помощников Джеймса Барретта и миссис Барретт, его действия оправданы с моральной точки зрения, так как они были необходимы для защиты ни в чём неповинных человеческих жизней».
Также Армия Бога взяла на себя ответственность за обстрел шрапнелью клиник Эрика Роберта Рудольфа, в которых практиковались аборты, в 1997 году в Атланте и Бирмингеме. Организация признаёт себя террористической.

### Плакаты «разыскивается врач»
В конце 1990-х годов одна из организаций, под названием Американская коалиция активистов жизни, была обвинена в косвенном призыве к травле посредством публикации на своём веб-сайте «Нюрнбергские архивы» плакатов в стиле «Разыскивается преступник», на которых были фотографии врачей, проводивших аборты, а также денежное вознаграждение за любую информацию, которая могла бы привести к их «аресту, осуждению и лишению лицензии на медицинскую практику». На веб-сайте АКАЖ эти врачи характеризуются как военные преступники и обвиняются в совершении «преступлений против человечества». Также там были опубликованы имена, домашние адреса, номера телефонов и другая личная информация лиц, имеющих отношение к проведению абортов. Имена людей, получивших ранения, были выделены, а имена тех, кого убили, зачёркнуты. Среди прочих в нём было имя и Джорджа Тиллера. Несмотря на то, что часть утверждала, что сайт защищён первой поправкой к Конституции США, его владельцы были обвинёны в подстрекательстве к насилию и в составлении завуалированного публичного списка жертв. В 2002 году после продолжительных дебатов апелляционный суд девятого округа постановил, что «плакаты» представляют собой незаконную угрозу.

## Реакции

### Антиабортные организации
Организации, выступающие против абортов, включая Family Research Council, Americans United for Life, Concerned Women for America, Susan B. Anthony List, American Life League, Students for Life of America, Pro-Life Action League и 40 Days for Life, осудили убийство Джорджа Тиллера в 2009 году.
В пресс-релизе 2009 года основатель Операции «Rescue» (с англ. — «спасение») Терри Рэндалл выступил с призывами к мирным протестам и публичному разоблачению лиц, практикующих проведение абортов. По данным Media Matters for America и The Colorado Independent, Терри также оперировал противоречивыми проповедями о том, что лицо, прерывающее беременность «обращается к Богу» или что «беда его [врача] настигнет». К вышеупомянутому Терри добавил, что он надеется, что «убийца детей будет предан суду и казнён за преступления против человечества». Доктор, ставший мишенью молитв Терри, сказал прессе: «Он явно подстрекает кого-то, всё равно кого, меня убить», — однако представитель «Спасения» утверждал, что Терри имел в виду только то, что «сам Бог разберётся с ним [доктором]».
Флип Бенхам, директор Операции «Rescue» обвинил «тех, кто практикует проведение абортов», в совершении большей части насилия в попытке дискредитировать антиабортное движение. Он защищал использование своей организацией подстрекательской риторики, говоря: «Суть не в насилии. Суть в молчании — заставить умолкнуть христианское послание. Вот, чего они хотят <…> Наша подстрекательская риторика лишь раскрывает гораздо более подстрекательскую истину».

## Освещение СМИ случаев насилия в отношении женщин в связи с абортами

### Кино
- «Перевёртыши» (2004), фильм режиссёра Тодда Солондза. Изображает убийство доктора, практикующего проведение абортов, в своём доме. Сюжет напоминает убийство Барнетта Слепиана.
- «Если бы стены могли говорить» (1996). Фильм режиссёра Нэнси Савока и Шер. Включает в себя сцену, показывающую врача, делающего аборт.

### Телевидение
- «Достоинство[англ.]», 2009 год. Серия из многосерийной криминальной драмы «Закон и порядок». Является откликом на убийство Джорджа Тиллера. В центре сюжета — убийство доктора, практикующей проведение абортов, пролайф-активистом. Эпизод был раскритикован активистами за выбор из-за использования основных аргументов против абортов. Национальная организация женщин отвела этой серии место в своём Зале позора средств массовой информации, заявив, что он «был переполнен антиабортными идеями и агитацией» и «отвратительно намекает, что такие врачи, как др. Тиллер, являются виновными в собственных убийствах, потому как сами являются детоубийцами»[117]. В свою очередь, активисты против абортов осудили убийство Тиллера, по мотивам которого была снята серия, но похвалили саму серию за то, что она была «откровенно пролайферской». Дэйв Андруск из Национального Комитета по праву на жизнь сказал: «Я смотрел эту серию в полном изумлении, так как ждал, что любая сцена может быть показана фальшиво, с принуждением или (как это часто бывает с сетевыми изображениями пролайферов), по-идиотски. Ничего подобного. Были показаны реальные люди из плоти и крови, а не карикатуры»[118].
- «Забитая молотком», 2009 год. Серия из сериала «Закон и порядок: Специальный корпус». Показывает антиабортное насилие как возможный мотив убийства. Когда детективы рассказывают бывшему мужу доктора об убийстве, упоминается сайт Нюрнбергского архива. В клинике, практикующей проведение абортов, установлено пуленепробиваемое стекло, поскольку в неё стрелял снайпер, ранивший секретаря. Посещая клинику, детективы становятся свидетелями того, как клинику закидывают яйцами, пока они изучают несколько ящиков писем с угрозами[119].
- «Ты не должен убивать», 2002. Первая серия сериала ВВС «Призраки». Повествует о вымышленном лидере террористов, борющемся против абортов и посетившем Великобританию для создания сети террористических ячеек.
- «Про-лайф[англ.]», 2007. Серия из сериала «Мастера ужасов». В ней рассказывается история христианина, чья дочь была изнасилована демоном. Во время попытки сделать аборт отец-христианин начинает слышать голос, который, по его мнению, является «Богом». Он с братьями штурмует клинику, где проводят аборты, и убивает всех на своём пути.
- «Надоели кольца», 2007. Выпуск программы Сары Сильверман[англ.], в котором радикальная группа противников абортов пытается взорвать клинику, но Сара их останавливает.
- В сериале «Оранжевый — хит сезона» (2013—2019) одну из героинь, Тиффани Доггетт[англ.], заключили в тюрьму за стрельбу по медсестре из клиники, практикующей проведение абортов, после того как она прокомментировала количество проведённых ею абортов. Эта героиня изображается как самопровозглашённая евангелическая христианка, получающая финансирование от пролайферских групп[120].

### Музыка
- Песня Get Your Gunn (1994) из альбома Portrait of an American Family группы Marilyn Manson посвящена убийству Дэвида Ганна[121].
- Песня Hello Birmingham (1999) из альбома To the Teeth Ани Дифранко была написана в ответ на взрыв в Бирмингеме, штат Алабама, а также на убийство Барнетта Слепиана в Амхерсте, Нью-Йорк (недалеко от Буффало — родного города Дифранко)[122].
- Песня F.D.K. (Fearless Doctor Killers) (1995) из альбома My Brother the Cow американской группы Mudhoney рассказывает о баптистском священнике-насильнике, который отказывается платить за аборт, но и ребёнка после его рождения содержать не планирует. Песня содержит повторяющуюся фразу «Спасите ребёнка / убейте доктора».
- Песня I Need a Grip (1994) Мэгги Эстеп из альбома No More Mr. Nice Girl[англ.] является ответом на антиабортное насилие.
- Песня The Army of God (2003) хардкор-панк-группы Behind Enemy Lines[англ.] из альбома The Global Cannibal посвящена террористическим актам и убийствам, совершенным в клиниках, практикующих аборты, и по отношению к их персоналу.
- Песня 1987 года I Blow Up The Clinic Real Good Стива Тейлора, автора-исполнителя современной христианской музыки, критикует всех, утверждающих, кто является борцом «за жизнь», но при этом подрывает клиники или убивает врачей[123].